# Coeliccia kazukoae
Coeliccia kazukoae – gatunek ważki z rodziny pióronogowatych (Platycnemididae). Zasięg jego występowania rozciąga się wzdłuż łańcuchów górskich położonych na północno-wschodnim wybrzeżu Zatoki Tajlandzkiej (na terenie Tajlandii i Kambodży), ponadto gatunek ten występuje na sąsiednich wyspach, w tym na wietnamskiej wyspie Phú Quốc.